# 카림 시세
카림 시세(프랑스어: Karim Cissé, 2004년 11월 14일 ~ )는 프랑스 클럽 생테티엔에서 공격수로 활약하고 있는 기니의 프로 축구 선수이다.

## 구단 경력
기니 출신인 시세는 기니 유소년 클럽 AS 아보라와 팔카오 아카데미에서 축구를 시작했다. 프랑스로 건너가 리옹을 연고로 하는 리옹 크루아 호세와 리옹 - 라 뒤셰르 유소년 아카데미에 입단한 뒤 2020년 코로나19 범유행 기간 동안 생테티엔의 보호구역으로 옮겼다. 원래 보호구역에 배정된 그는 2023년 7월 1일, 2026년까지 구단과 첫 프로 계약을 맺었다. 그는 2023년 8월 5일, 리그 2에서 1-0으로 패한 그르노블과의 경기에서 교체 선수로 생테티엔에서 프로 데뷔 전을 치렀다.

## 국가대표팀 경력
2020년 9월, 카림 시세는 카바 디아와라 감독에 의해 처음으로 기니 국가대표팀에 부름을 받았다. 2023년 10월 13일, 시세는 기니비사우를 상대로 첫 선발 출전을 기렸다. 그는 경기에 출전하여 경기 골에서만 모르강 길라보기의 결정적인 패스를 전달함으로써 팀의 승리에 기여한다.
2023년 12월 23일, 그는 카바 디아와라가 선정한 2023년 아프리카 네이션스컵에 참가할 기니 선수 25명 중 한 명으로 선정되었다.